# Sphaerodoridae
Sphaerodoridae é uma família de anelídeos poliquetas errantes, atualmente na ordem Phyllodocida, embora seja considerada de afinidade incerta. Trata-se de animais encontrados em ambientes marinhos, e estima-se que a família possua cerca de 138 espécies válidas. A característica diagnóstica para identificação dos animais desta família é a superfície dorsal do corpo com grandes papilas epidérmicas esféricas (o que dá nome ao grupo), também chamadas de tubérculos, arranjadas em duas ou mais fileiras. 

## Caracterização
Os membros da família Sphaerodoridae são pequenos anelídeos bentônicos caracterizados pela presença de tubérculos e papilas glandulares esféricas na superfície corporal, dispostos longitudinalmente. Embora a maioria possua corpos curtos, compactos e elipsoides, semelhantes a larvas, convexos dorsalmente e com extremidades anterior e posterior arredondadas, também existem formas mais longas, com extremidade anterior terminando abruptamente, e posterior afilando progressivamente em direção ao pigídio, levemente achatados dorsoventralmente. Indivíduos vivos tendem a se enrolar quando extraídos do sedimento. Devido aos pequenos parapódios e respectivos apêndices curtos, sua morfologia difere muito da de outros Phyllodocida.

## Morfologia

### Morfologia externa geral
O prostômio em Sphaerodoridae é muito pequeno, fundido com o peristômio e não é distinguível do resto do corpo. Por isso, o cérebro é deslocado para o peristômio, que se encontra fundido ao primeiro segmento, e os órgãos nucais são internalizados. Olhos, se presentes, são visíveis na mesma região.
Como dito anteriormente, a extremidade anterior pode ser retraída dentro do corpo, e os segmentos são mal delineados externamente, na maioria das espécies. Os apêndices prostomiais, constituídos por células epidérmicas de suporte, células glandulares e vários tipos de células receptoras, localizam-se na extremidade anterior, projetando-se para a frente; são dois pares de apêndices prostomiais anteriores semelhantes em forma e tamanho, um par de antes laterais, dorsalmente, e um par de palpos, ventral; um quinto apêndice, a antena mediana, localiza-se ligeiramente recuada e mais dorsal, em relação às antenas laterais, e pode diferir destas em tamanho.
É comum esses animais possuírem papilas prostomiais esféricas, elípticas ou digitiformes, geralmente menores do que as antenas, mas por vezes praticamente iguais a elas, impedindo a clara distinção entre as estruturas. Quando tais papilas se localizam na base das antenas, conferem a estas uma aparência furcada, sendo, então, chamadas de esporões. Já o peristômio possui um par de apêndices, chamados cirros tentaculares e, em alguns casos, também algumas papilas.
Os Sphaerodoridae geralmente têm parapódios unirremes, suportados por uma única acícula reta e equipados com protuberâncias. A ausência ou a presença de cirros dorsais é discutível, uma vez que eles são facilmente confundíveis com papilas ou tubérculos, e não há os apêndices digitiformes comuns localizados no topo do parapódio como em outros Phyllodocida. Cirros ventrais estão presentes e, em algumas espécies, lóbulos parapodiais foram descritos, também morfologicamente semelhantes às papilas parapodiais.

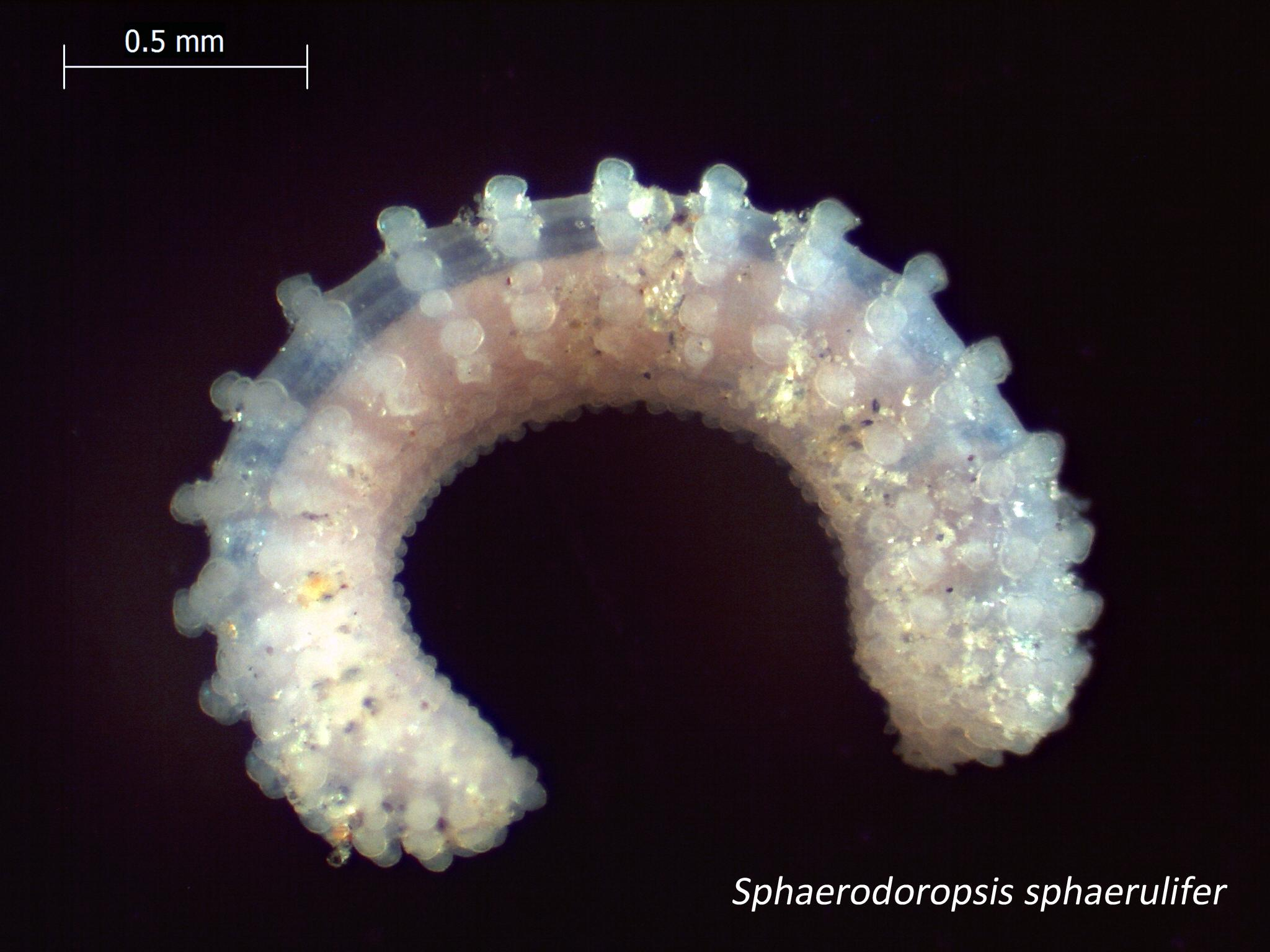
Figura 1- Espécime de Sphaerodoropsis sphaerulifer. Nota-se os tubérculos cilíndricos ao longo do corpo.

Existem dois tipos de tubérculos: os macrotubérculos, que são extensas protuberâncias esféricas e os microtubérculos, estruturas menores com um colarinho basal. As papilas podem ser protuberâncias simples, cilíndricas ou cônicas (Fig.1 e 2). Os segmentos posteriores do corpo dos Sphaerodoridae são geralmente menores com menos tubérculos e papilas. O pigídio apresenta, geralmente, um par de cirros anais, semelhantes aos macrotubérculos neuropodiais e um cirro digitiforme, em posição ventral.
As glândulas epidérmicas, em conexão com tubérculos e papilas, foram consideradas como tendo um papel sensorial. No entanto, é provável que seja uma interpretação errônea, uma vez que nos tubérculos e nas papilas essas células glandulares estão sempre associadas a células receptoras, o que não é o caso das glândulas epidérmicas. É possível que sua função seja secretar muco, para aglutinar partículas do substrato, uma vez que os esferodorídeos são frequentemente encontrados cobertos de grãos de areia e partículas de sedimento. Há células glandulares adicionais localizadas nas margens dorsais e ventrais dos parapódios, em relação aos cirros dorsais e ventrais, respectivamente, que provavelmente também têm como função a secreção de muco.

### Musculatura
A musculatura em Sphaerodoridae é complexa, especialmente na extremidade anterior, em comparação com a morfologia externa aparentemente simples. Dois pares de músculos estão presentes em cada segmento, localizados entre as fibras longitudinais e circulares. Eles se estendem das bandas musculares longitudinais dorsais até a banda longitudinal ventral na direção anterior ou posterior e cruzam-se nos dois lados de cada segmento.

### Sistema digestivo e alimentação
A abertura bucal é cercada por músculos circulares e leva a uma cavidade bucal curta, formando um par de pequenas dobras na ponta da faringe muscular axial, que ocorre em alguns membros de Sphaerodoridae, como típico de Phyllodocida. Alguns autores indicaram que essa faringe é eversível e provida de papilas terminais. A cavidade bucal e a faringe muscular são revestidas por uma cutícula progressivamente mais fina. As mandíbulas estão ausentes. O intestino dos Sphaerodoridae é um tubo reto, às vezes enrolado na parte anterior do corpo. A musculatura intestinal é composta exclusivamente por uma densa camada de fibras circulares e fibras longitudinais internas.
Foi proposto que os esferodorídeos se alimentam principalmente de sedimentos superficiais, mas não há evidências disso além da observação de matéria orgânica e areia no intestino de Sphaerodoropsis balticum relatada por Reimers (1933). Membros de Commensodorum commensalis são comensaos de outro poliqueta, Terebellides stroemii (Trichobranchidae), ocorrendo na Suécia (Lutzen 1961), e os de Sphaerodorum ophiurophoretes fazem simbiose com um ofiuroide (Martin & Alva 1988), o que indica a existência de diversos hábitos de vida na família.

### Sistema circulatório
A segmentação interna é reduzida e ausente, de maneira que o celoma compreende uma única cavidade enorme, revestida por um peritônio fino, que também envolve o cordão nervoso, o intestino e os vasos sanguíneos dorsal e ventral. Os septos são ausentes em todos os Sphaerodoridae investigados até o momento, e os mesentérios estão incompletos. Como resultado, a cavidade do corpo é mais ou menos contínua, e o cérebro, o intestino e os gametas em desenvolvimento, por exemplo, movem-se livremente. Possuem ainda um sistema vascular sanguíneo bem desenvolvido, que consiste em vasos longitudinais ventral e dorsal, numerosos vasos subepidérmicos que circundam o corpo inteiro e vasos nefridiais.

### Sistema excretor e osmorregulação

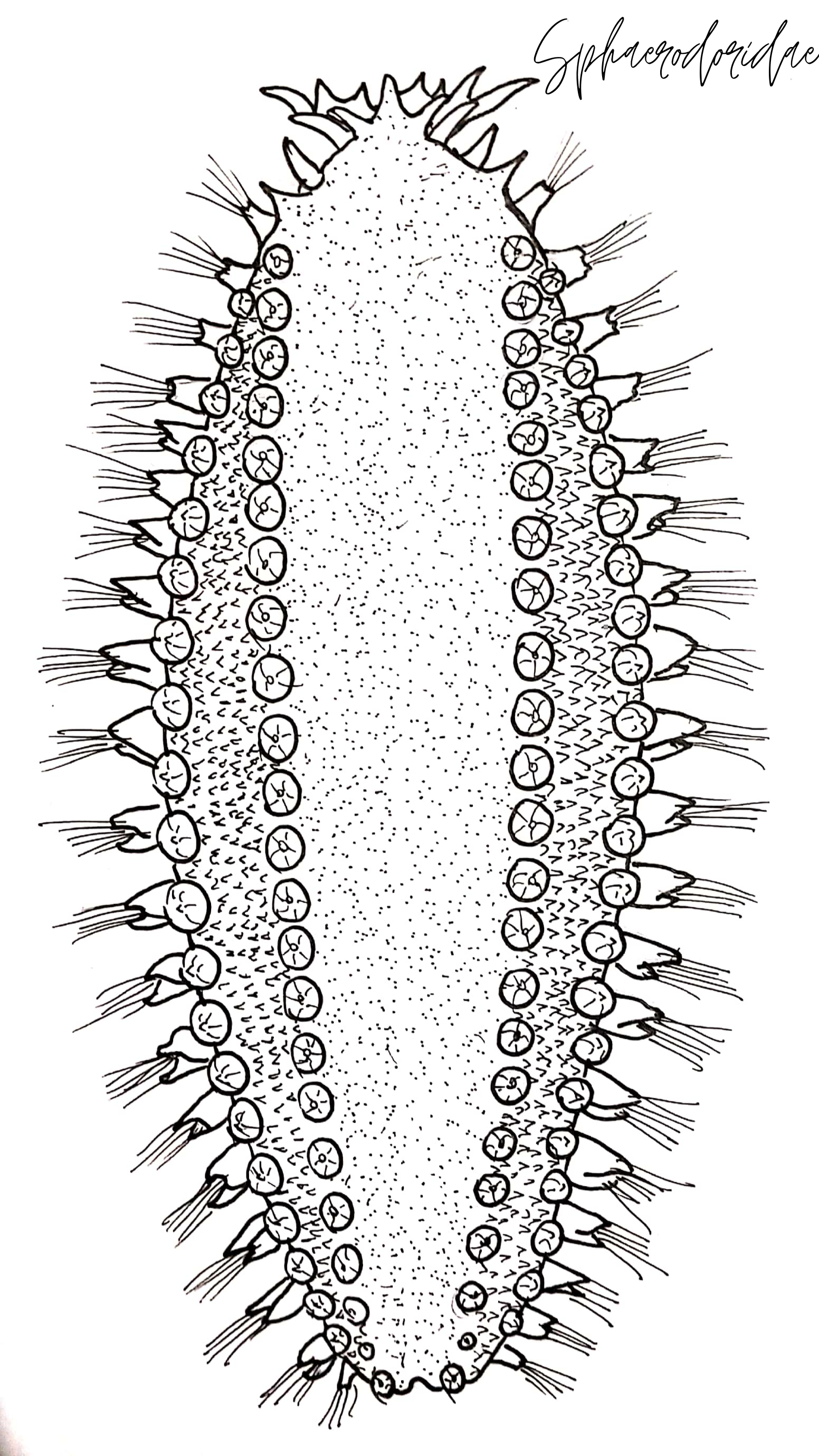
Figura 2 - Representação de exemplar de Sphaerephesia sp. de Sphaerodoridae.

O padrão observado de sistema excretor em Sphaerodorum flavum foi generalizado para todos os Sphaerodoridae; essa espécie possui um par de protonefrídios em cada segmento do corpo, com duas células monociliadas terminais, do tipo solenócitos. Um nefridioduto é formado por duas células multiciliadas, que envolvem o canal nefridial extracelular, e este se abre para o nefridióporo sem penetrar na cutícula. A presença, nesta família, de um sistema sanguíneo bem desenvolvido, juntamente com um sistema excretor protonefridial, é incomum entre os metazoários, e em Phyllodocidas essas características são compartilhadas, até onde se sabe, apenas com membros de Phyllodocidae, Alciopidae, Goniadidae, Glyceridae e Nephtyidae, bem como Pisionidae.

### Sistema nervoso e sistemas sensoriais
O cérebro está conectado apenas anteriormente à parede do corpo, onde os órgãos nucais se abrem para o exterior. Por isso, projeta-se como uma grande estrutura semelhante a uma protuberância livre na cavidade do corpo. Vários órgãos sensoriais foram descritos em Sphaerodoridae, incluindo órgãos nucais, olhos, antenas e palpos. Além disso, também foram relatadas células sensoriais, especialmente abundantes nas antenas, palpos e tubérculos.
Certas espécies possuem um ou dois pares de olhos pigmentados, enquanto outras aparentemente não têm olhos. Os olhos de cada lado podem estar próximos, até parcialmente sobrepostos, e às vezes aparecem como um único par de olhos, em forma de crescente. Os olhos se conectam dorsolateralmente no cérebro, implantados em dois lobos cerebrais de células ganglionares. Como o cérebro é móvel, os olhos podem ter posições diferentes, em relação aos demais poliquetas, geralmente não no prostômio ou peristômio, mas no segundo ou terceiro segmento, como resultado de uma luxação posterior do cérebro. Embora comparativamente grandes, eles são compostos por um número limitado de células. O arranjo e a ocorrência de tipos celulares e sua estrutura são geralmente os mesmos observados em olhos de poliquetas adultos errantes, de maneira geral. Além disso, órgãos sensoriais rabdoméricos e fotorreceptores ciliares não pigmentados estão presentes no cérebro; estes foram confundidos com estatocistos por Reimers (1933).
Em suma, os Sphaerodoridae possuem todo o conjunto de órgãos sensoriais, como geralmente descrito em Phyllodocida.

### Sistema reprodutivo
Os Sphaerodoridea são dioicos. As gônadas de ambos os sexos, em membros de Sphaerodorum flavum (como Sphaerodorum gracilis), são do tipo "disperso", que ocorrem em todos os segmentos, exceto na região anterior. Os gametócitos são, portanto, proliferam de grupos de células de origem ainda desconhecida. Os espermatozoides são "primitivo", com cabeças pequenas, redondas e distintas, indicativas de fertilização externa. A oogênese (pré-vitelogênica e de desenvolvimento vitelogênico) também ocorre na cavidade do corpo e dura cerca de sete meses, nas fêmeas de S. flavum, terminando com oócitos maduros discoides.
Acredita-se que a fertilização externa seja a estratégia reprodutiva geral, mas "estruturas copulatórias" foram recentemente descritas em 11 espécies de Sphaerodoropsis e Sphaerodoridium. Os machos foram descritos como apresentando um a três pares de cirros ventrais modificados, inflados e abertos distalmente, nos parapódios dos segmentos com cerdas de número 4-8 (variando entre as espécies), enquanto as fêmeas apresentaram um par de estruturas ovais, semelhantes a tubérculos, distalmente abertos, localizados ventro-lateralmente nos parapódios, geralmente nos mesmos segmentos que os "órgãos copulatórios" dos machos.  O desenvolvimento é direto, com larvas lecitotróficas.

## Diversidade

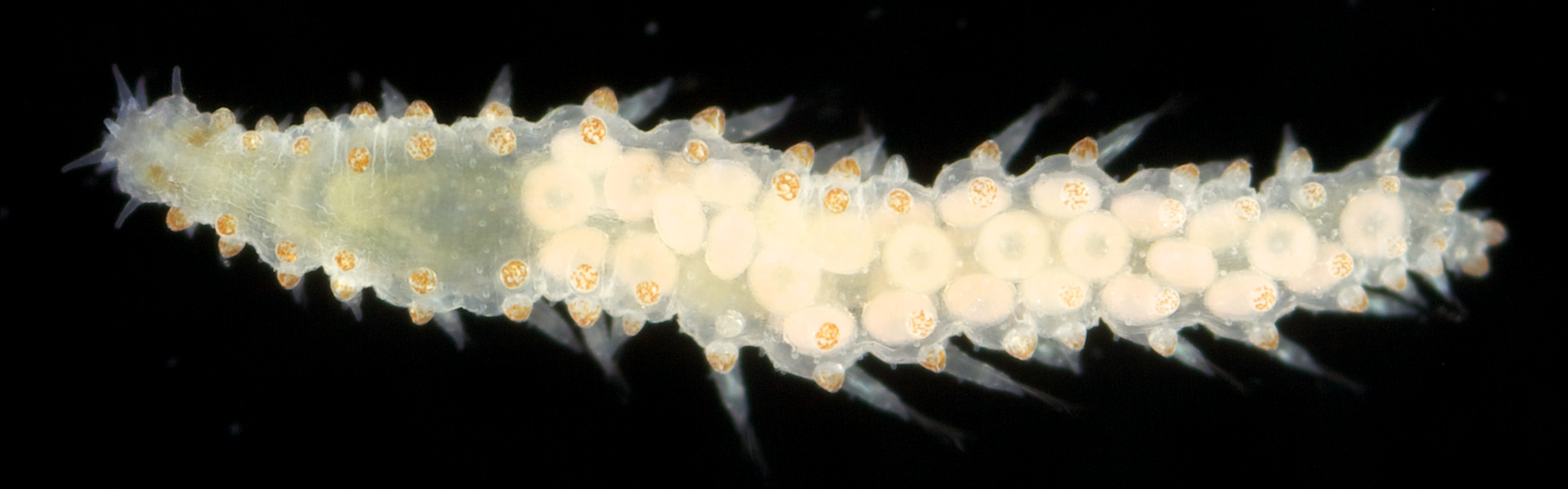
Figura 3 - Indivíduo do gênero Sphaerodoropsis, gênero mais diverso de Sphaerodoridae.

### Distribuição geográfica
Os Sphaerodoridae vivem majoritariamente em sedimentos lamacentos, desde a zona entre marés às maiores profundidades marinhas, e têm uma distribuição mundial. Com exceção dos dois gêneros monotípicos Amacrodorum Kudenov, 1987 e Commensodorum Fauchald 1974, o restante dos gêneros foi relatado em amplas distribuições geográficas e batimetrias. As espécies, com algumas exceções que precisam de mais estudos, têm requisitos ambientais mais restritos e mostram distribuições também restritas. Em suma, possuem uma diversidade moderada e se encontram distribuídas pelos diferentes tipos de ambientes marinhos, incluindo fontes termais. A espécie Sphaerodoropsis anae foi observada em sedimentos próximos a fontes hidrotermais no norte da cordilheira antártica do Pacífico, adjacente à microplaca de Páscoa.
Registros observacionais do site Global Biodiversity Information Facility (GBIF) predominam, até o momento, nas costas da Noruega, Reino Unido e Estados Unidos. As observações concentram-se nas zonas temperadas e glaciais.

### Gêneros e espécies
Atualmente contam-se 15 gêneros válidos para a família, somando 138 espécies no total, como representado na Tab.1 abaixo. O gênero mais diverso em relação ao número de espécies é Sphaerodoropsis (Fig. 3), com 52 espécies.
| Gênero          | Descrição original                                     | Número de espécies |
| --------------- | ------------------------------------------------------ | ------------------ |
| Clavodorum      | Hartman & Fauchald, 1971                               | 10                 |
| Commensodorum   | Fauchald, 1974                                         | 1                  |
| Ephesiella      | Chamberlin, 1919                                       | 19                 |
| Ephesiopsis     | Hartman & Fauchald, 1971                               | 2                  |
| Euritmia        | Sarda-Borroy, 1987                                     | 5                  |
| Geminofilum     | Capa, Nygren, Parapar, Bakken, Meißner & Moreira, 2019 | 4                  |
| Sphaerephesia   | Fauchald, 1972                                         | 20                 |
| Sphaerodoridium | Lützen, 1961                                           | 31                 |
| Sphaerodoropsis | Hartman & Fauchald, 1971                               | 60                 |
| Sphaerodorum    | Örsted, 1843                                           | 28                 |
| Thysanoplea     | Schmidt, 1857                                          | 1                  |

## Taxonomia e Filogenia
Em 1867, a família Sphaerodoridae foi descrita para um poliqueta difrenciado, com grandes cápsulas esféricas no dorso. O comprimento do corpo era uma das características morfológicas usadas para fins de classificação. Em 1974, Fauchald revisou a família, delineou e discutiu características morfológicas como caracteres taxonômicos. No entanto, nenhuma hipótese filogenética foi formulada até o momento e a homologia e polarização dos caracteres utilizados na classificação de Sphaerodoridae não foram testadas.
É geralmente aceito que Sphaerodoridae faz parte de Phyllodocida, mas não há estudos conclusivos sobre sua posição dentro desse grupo. A monofilia de Sphaerodoridae se baseia na presença de tubérculos no dorso. O tipo de nefrídio também tem sido sugerido como caráter sinapomórfico do grupo, mas ainda são necessários estudos específicos de homologia dos tipos nefridiais. No entanto, caso a ocorrência de protonefrídios com solenócitos seja confirmada em toda a família, os Sphaerodoridae poderiam de fato fazer parte de um clado dentro de Phyllodocida com essas células, sendo esse seu caráter autopomórfico. Dessa forma, Sphaerodoridae faria parte de um clado compreendendo Phyllodocidae, Lacydoniidae, Nephtyidae, Goniadidae e Glyceridae. Vários estudos incluíram espécies de Sphaerodoridae em análises filogenéticas, mas geralmente apenas como um grupo externo ou como parte do grupo interno de grandes conjuntos de dados, mas com um ou mais dois terminais incluídos resultando em posições variáveis dentro de Phyllodocida.
Syllidae foi sugerido cedo como grupo irmão para Sphaerodoridae, com base no desenvolvimento de parapódios, tipos de cerdas, ausência de brânquias e circulação pouco desenvolvida e, o mais importante, com base na presença de uma estrutura muscular especializada, na faringe, chamada proventrículo. Posteriormente, um estudo combinado, com dados morfológicos e moleculares, colocou o representante Sphaerodoridae como grupo irmão de silídeos. Entretanto, estudos moleculares e comparações detalhadas das fibras musculares de ambas as famílias indicam que os Sphaerodoridae e os silídeos não estão intimamente relacionados (ou seja, não são grupos irmãos), e as semelhanças compartilhadas pelos 'proventrículos' são homoplasias.
Foi sugerida uma relação de grupo-irmão com Phyllodocidae, baseada na faringe muscular axial, com papilas terminais, órgãos excretores protonefridiais com solenócitos e sistema vascular sanguíneo bem desenvolvido.
Numa filogenia morfológica de todos os poliquetas, foi proposta uma relação de grupo-irmão entre Sphaerodoridae e Pilargidae, com base em estruturas nefridiais compartilhadas, mas na época ambos os grupos não foram estudados em detalhes suficientes para apoiar tal parentesco. Outros estudos filogenéticos sugerem uma relação de grupo-irmão entre Sphaerodoridae, Glyceridae e Goniadidae, com base em dados moleculares ou em análises morfológicas e moleculares. No entanto, no último, o clado contendo o Goniadidae e o Sphaerodoridae não apresentou sinapomorfias morfológicas. 
Grube já havia debatido, em 1850, sobre o porquê os Sphaerodoridae não estarem no mesmo grupo dos goniadídeos e os glicerídeos: seria devido à falta de mandíbulas e à presença de tubérculos, indicando indiretamente que Sphaerodoridae deveria ser um grupo separado. Semelhanças das larvas de Sphaerodoridae e glicerídeos também foram apontadas. Por enquanto, a posição de Sphaerodoridae permanece uma incógnita; consequentemente essa família fica dentro de Phyllodocida incertae sedis, grupo que reúne outras famílias também de afinidade incerta, na ordem Phyllodocida.